# Dia Internacional de la Neutralitat
El Dia Internacional de la Neutralitat és un dia internacional que se celebra anualment el 12 de desembre.
El 2 de febrer de 2017 l'Assemblea General de les Nacions Unides, a través de la Resolució 71/275, decideix declarar el 12 de desembre 'Dia Internacional de la Neutralitat', a proposta de Turkmenistan, reconegut per les Nacions Unides com un Estat permanentment neutral des del desembre del 1995. Segons les Nacions Unides, davant la tensió política i l'escalada de les crisis, és de gran importància que es respectin els principis de sobirania i d'igualtat sobirana dels Estats. També els d'integritat territorial, lliure determinació i no intervenció en els assumptes interns de qualsevol Estat. A més, cal promoure i encoratjar la solució dels conflictes internacionals per mitjans pacífics de manera que no es posin en perill la pau i la seguretat internacionals.